# Katharsis (psychologia)
Katharsis (gr. oczyszczenie) – uwolnienie od cierpienia, odreagowanie zablokowanego napięcia, stłumionych emocji, skrępowanych myśli i wyobrażeń.
Chociaż w grece katharsis jest rzeczownikiem występującym w rodzaju żeńskim, w języku polskim jest rodzaju nijakiego („to katharsis” zamiast „ta katharsis”), według zasady, że rzeczowniki pochodzące z greki i kończące się na spółgłoskę mogą być albo rodzaju męskiego i podlegać odmianie, albo być rzeczownikami nieodmiennymi rodzaju nijakiego.
Za twórcę koncepcji katharsis uważa się Arystotelesa. Opisywał on katharsis doznawane przez aktorów i widzów, następujące po ukończeniu przedstawienia.
Elementy od których katharsis oczyszcza uprzednio podlegają kontroli mechanizmów obronnych, ego lub kontroli społecznej (persony jednostki); oczyszczenie duszy przez doznania artystyczne, doznania w sztuce. Uwolnieniu podlegają przede wszystkim kompleksy psychiczne, które dezorganizowały funkcje ego i niepokoiły świadomość.
Analogiczne do opisu Arystotelesa doznania, rozpoznaje psychologia po dokonaniu aktu ofiary. Również aktu ofiary z użyciem przemocy, dokonanej na obiekcie wybranym przez zbiorowość do roli kozła ofiarnego.